# Acanthephyra sibogae
Acanthephyra sibogae is een garnalensoort uit de familie van de Acanthephyridae. De wetenschappelijke naam van de soort is voor het eerst geldig gepubliceerd in 1916 door De Man.